# Межиця
Межиця (словен. Mežica) — поселення в общині Межиця, Регіон Корошка, Словенія. Висота над рівнем моря: 480,7 м.